# 黑孜苇乡
黑孜韦乡，是中华人民共和国新疆维吾尔自治区克孜勒苏柯尔克孜自治州乌恰县下辖的一个乡镇级行政单位。黑孜苇乡之前是旧乌恰县城，毀于1985年乌恰地震。

## 行政区划
黑孜韦乡下辖以下地区：
库勒阿日克村、也克铁热克村、阿热布拉克村、康什维尔村、江结尔村和坎久干村。

## 名稱
黑孜苇这个名字来自吉尔吉斯语，意为「红色洼地」或「盆地」，其中“黑孜”（kizil）表示「红色」，“苇”（oy）表示「红色」或「盆地」。附近其他名称中带有“克孜勒”（红色）一词的地方包括克孜勒苏、克孜尔千佛洞和克孜勒陶镇。
在清代疏附县地图，黑孜苇地区被标记为“黑子阿依”( Hezi'ayi) 。